# Kalsaka
Kalsaka ist sowohl eine Gemeinde (französisch commune rurale) als auch ein dasselbe Gebiet umfassendes Departement im westafrikanischen Staat Burkina Faso, in der Region Nord und der Provinz Yatenga. Die Gemeinde hat 49.803 Einwohner.